# Pré-Saint-Martin
Pré-Saint-Martin település Franciaországban, Eure-et-Loir megyében. Lakosainak száma 176 fő (2022. január 1.). Pré-Saint-Martin Le Gault-Saint-Denis, Pré-Saint-Évroult és Moriers községekkel határos.

## Népesség
A település népességének változása:
| Lakosok száma | 210  | 141  | 158  | 159  | 170  | 191  | 199  | 204  | 191  | 176  |
|               | 1968 | 1982 | 1990 | 2006 | 2013 | 2015 | 2017 | 2019 | 2020 | 2022 |